# Katarina Frostenson
Katarina Frostenson (ur. 5 marca 1953 w Sztokholmie) – szwedzka poetka, pisarka i tłumaczka, w latach 1992–2019 członkini Akademii Szwedzkiej.

## Życiorys
Na członka Akademii została wybrana w 1992 roku jako piąta kobieta w historii, zajmując fotel nr 18, na którym zastąpiła poetę i pisarza Artura Lundkvista. W 2003 Frostenson została odznaczona francuskim Orderem Legii Honorowej w uznaniu jej zasług dla literatury.
12 kwietnia 2018 zrezygnowała z dalszego brania udziału w spotkaniach i pracach Akademii Szwedzkiej w konsekwencji sprawy Kulturprofilen. 18 stycznia 2019 roku oficjalnie wystąpiła z Akademii.

## Twórczość
Zadebiutowała w 1978 roku tomikiem I mellan.
- 1978:
  - I mellan
  - Raymond Chandler och filmen
  - Lars Ahlins Huset har ingen filial
- 1980 - Rena land
- 1982 - Den andra
- 1985 - I det gula
- 1987 - Samtalet
- 1989
  - Stränderna
  - Överblivet
- 1990 – 4 monodramer
- 1991 – Joner: tre sviter
- 1992 – Berättelser från dom
- 1994 – Tankarna
- 1995 – 3 monodramaer
- 1996
  - Traum: Sal P
  - Vägen till öarna
- 1998 – Staden – en opera
- 1999 – Korallen
- 2002 – Endura
- 2004 – Karkas: fem linjer
- 2006 – Ordet: en passion
- 2008 – Tal och regn
- 2011 – Flodtid
- 2013 – Tre vägar
- 2015 – Sånger och formler
- 2018 – Sju grenar

Na język polski wiersze Frostenson tłumaczyła Ewa Niewiarowska-Rasmussen i Piotr de Bończa Bukowski.

## Nagrody
- 1988 – Nagroda poetycka Gerarda Bonniera (Gerard Bonniers lyrikpris)
- 1989 – Wielka Nagroda Dziewięciu
- 1994 – Nagroda Bellmana
- 1996 – Nagroda Poetycka Szwedzkiego Radia (Sveriges Radios lyrikpris)
- 2004 – Nagroda Erika Lindegrna (Erik Lindgren-priset)
- 2004 – Nagroda Ferlina (Ferlinpriset)
- 2007 – Nagroda Ekelöfa (Ekelöfpriset)
- 2016 – Nagroda literacka Rady Nordyckiej za zbiór Sånger och formler
- 2016 – Nagroda Karlfeldta (Karlfeldtpriset)